# 015B Videology
015B Videology는 대한민국의 그룹 015B의 2번째 라이브 실황 앨범이다. 정석원, 장호일, 김태우 등이 참여했다. 특이하게도 이 음반은 뮤직비디오와 콘서트실황을 겸한 것으로, 비디오테이프로만 발매되었다.
- 발매일 : 1993년 6월
- 발매사 : SKC

## 곡 목록
1. 아주 오래된 연인들:뮤직비디오 – 4:14
2. 4210301 (feat.문경현) – 4:13
3. 변해 간 세월속에서 – 4:45
4. 5월 12일 – 4:54
5. 수필과 자동차 – 4:05
6. 너에게 들려주고 싶은 이야기:뮤직비디오 – 4:15
7. 敵 녹색인생:뮤직비디오 – 2:58
8. 아주 오래된 연인들 – 7:55
9. 친구와 연인 – 7:43
10. 텅 빈 거리에서 – 6:04
11. 이젠 안녕 – 4:55